# Prix Odyssée
Les prix Odyssée sont des prix littéraires québécois. Ils avaient été créés pour honorer le travail des écrivains et des professionnels du livre francophone d'Amérique. Leur promoteur était la Corporation des Odyssées du livre (anciennement l'Association du livre francophone d'Amérique) et ils bénéficiaient de l'aide de Patrimoine canadien.
Ils ont été attribués à une seule occasion en 2002.

## Lauréats

### Prix hommage
- Michel Tremblay

### Œuvre de fiction
- Nancy Huston – Dolce agonia

### Poésie
- Normand de Bellefeuille – Un visage pour commencer

### Essai
- François-Marc Gagnon, Paul Auster et Huguette Vachon – Riopelle : un lieu de liberté

### Première œuvre littéraire
- Denis Thériault – L'Iguane

### Biographie et autobiographie
- Hélène Pelletier-Baillargeon – Olivar Asselin et son temps. Le volontaire

### Livre spirituel et religieux
- Gilles Marcotte – Claudel

### Roman jeunesse
- Gilles Tibo – La Petite Fille qui ne souriait plus

### Théâtre
- Stefan Psenak – La Fuite comme un voyage

### Album jeunesse
- Henriette Major – Chansons douces, chansons tendres

### Bande dessinée
- Réal Godbout, Johanne David et Marie-Pier Élie – Les Grands Débrouillards de Graham Bell à Daniel Langlois